# Maria Rius
Maria de Riu Berengué, más conocida como Maria Rius (Arbeca, 1900 - c. 1970) fue una activista anarquista española.

## Biografía
Nació en una familia obrera en la que sus padres no pudieron mandarla a la escuela. A los nueve años entró a trabajar de camisera. Emigró a Barcelona y allí conoció el anarquismo. A los 18 años se hizo militante de la Confederación Nacional del Trabajo (CNT) con el carnet núm. 1 del Sindicato del Vestir. Apoyó y ayudó a los presos de su organización además de la labor sindical. Así ayudó a esconder a los prófugos y a organizar las fugas. En 1924 fue detenida. En su casa encontraron explosivos y armas y fue condenada a ocho años de cárcel. Huyó a Francia.
A la caída de la Dictadura de Primo de Rivera, en 1930, regresó a Barcelona y se incorporó al Comité femenino Proamnistía de Barcelona, haciendo una intensa campaña de ayuda a los presos. El 14 de abril de 1931, al proclamarse la Segunda República, asaltó la prisión de mujeres de Reina Amàlia. Como conocía bien la prisión, se puso al frente del grupo de asaltantes, liberando a las presas encarceladas y quemando los archivos. Con las mujeres liberadas marchó en manifestación hasta la plaza del Ayuntamiento de Barcelona. El 19 de Julio del 1936 ocupó su lugar en la lucha en la calle, igual que mucha de su gente. En marzo de 1937 se incorporó a la columna Hilari Zamora, destacada en Sástago. Tomó parte en la toma de la población de Quinto y en la de la colina Carnero. Al final de la guerra, en 1939, se exilió en Francia. Se desconoce cuándo murió.